# Bandera de Ingusetia
La bandera de Ingusetia es uno de los símbolos oficiales de dicho sujeto federal de Rusia. Ésta muestra un trisquel rojo sobre un fondo blanco con franjas verdes horizontales arriba y abajo.  
En el marco de la religión y filosofía del pueblo ingusetio, el emblema solar del centro de la bandera representa no solo el sol y el universo, sino también la conciencia de la unicidad del espíritu del pasado, presente y futuro. El rojo representa la lucha del pueblo ingusetio por su supervivencia, el blanco la pureza divina de la nación y el verde representa el Islam.

## Historia
Fue adoptada por una resolución del parlamento ingusetio el 15 de julio de 1994 siendo su autor el profesor I.A. Dahkilgov.